# Хелена фон Насау
Хелена Вилхелмина Хенриета Паулина Мариана фон Насау-Вайлбург (на немски: Helene Wilhelmine Henriette Pauline Marianne Prinzessin von Nassau-Weilburg; * 12 август 1831, Визбаден; † 27 октомври 1888, Пирмонт) е принцеса от Насау-Вайлбург и чрез женитба княгиня на Валдек-Пирмонт (1853 – 1888). Баба е на кралица Вилхелмина Нидерландска (1880 – 1962).

## Произход
Тя е дъщеря на херцог Вилхелм I фон Насау (1792 – 1839) и втората му съпруга принцеса Паулина фон Вюртемберг (1810 – 1856), дъщеря на херцог Паул фон Вюртемберг (1785 – 1852) и принцеса Шарлота фон Саксония-Хилдбургхаузен (1787 – 1847).
Брат ѝ Николаус Вилхелм (1832 – 1905) е женен на 1 юли 1868 г. в Лондон за Наталия Александровна Пушкина, графиня Меренберг (1836 – 1913) дъщеря на поета Александър Пушкин. Най-малката ѝ сестра София (1836 – 1913) е омъжена на 6 юни 1857 г. за Оскар II (1829 – 1907), крал на Швеция. По-голямата ѝ полусестра Мария Вилхелмина Фридерика Елизабет (1825 – 1902) е омъжена 1842 г. за княз Херман фон Вид (1814 – 1864) и е баба на румънския крал Карол I (1839 – 1914).

## Фамилия
Хелена фон Насау се омъжва на 26 септември 1853 г. във Визбаден за княз Георг Виктор фон Валдек-Пирмонт (* 14 януари 1831; † 12 май 1893), син на княз Георг II фон Валдек-Пирмонт (1789 – 1845) и принцеса Ема фон Анхалт-Бернбург-Шаумбург-Хойм (1802 – 1858), дъщеря на княз Виктор II фон Анхалт-Бернбург-Шаумбург-Хойм и Амалия фон Насау-Вайлбург. Те имат седем деца, родени в Аролзен:
- София Николина (* 27 юли 1854; † 5 август 1869), умира на 15 години в Англия от туберкулоза
- Паулина (* 19 октомври 1855; † 3 юли 1925), омъжена на 7 май 1881 г. в Аролзен за княз Алексис фон Бентхайм-Щайнфурт (1845 – 1919)
- Мария (* 23 май 1857; † 30 април 1882), омъжена на 15 февруари 1877 г. в Аролзен за принц, по-късния крал Вилхелм II фон Вюртемберг (1848 – 1921)
- Емма (* 2 авугуст 1858; † 20 март 1934), кралица и регентка на Нидерландия и велика херцогиня на Люксембург, омъжена на 17 януари 1879 г. в Аролзен за крал Вилем III от Нидерландия (1817 – 1890)
- Хелена (* 17 февруари 1861; † 1 септември 1922), омъжена на 27 април 1882 г. в Уиндзор за принц Леополд, херцог Олбани от Великобритания (1853 – 1884)
- Фридрих (* 20 януари 1865; † 26 май 1946), последният княз на Валдек-Пирмонт (1918), женен на 9 август 1895 г. в Наход за принцеса Батилдис фон Шаумбург-Липе (1873 – 1962), дъщеря на принц Вилхелм фон Шаумбург-Липе (1834 – 1906) и принцеса Батилдис фон Анхалт-Десау (1837 – 1902)
- Елизабет (* 6 септември 1873; † 23 ноември 1961), омъжена на 3 май 1900 г. в Аролзен за княз Александер Лудвиг фон Ербах-Шьонберг (1872 – 1944), син на граф и княз Густав Ернст фон Ербах-Шьонберг (1840 – 1908) и принцеса Мария Каролина фон Батенберг (1852 – 1923), сестра на княз Александър I Батенберг (княз на Княжество България 1879 – 1886).

Георг Виктор фон Валдек-Пирмонт се жени втори път на 29 април 1891 г. в Луизенлунд за принцеса Луиза фон Зондербург-Глюксбург (1858 – 1936).